# Franz Reetz
Franz Reetz (* 23. März 1884 in Bärenbusch; † 23. April oder 24. April 1945 im KZ Neuengamme) war ein deutscher Binnenschiffer, kommunistischer Widerstandskämpfer gegen den Nationalsozialismus, Häftling im KZ Sachsenhausen und im KZ Neuengamme sowie NS-Opfer.

## Leben
Reetz entstammte einer Familie, die im Gebiet der Elbniederung beheimatet war. Nach dem Besuch der Volksschule absolvierte er eine Ausbildung zum Maschinisten für die Binnenschifffahrt. Frühzeitig organisierte er sich gewerkschaftlich, wurde Mitglied in der Gewerkschaft International Union of Seamen and Harbour Workers (ISH) (Internationaler Verband der Seeleute und Hafenarbeiter) und war zeitweise Mitglied von dessen deutscher Reichsleitung. Er trat in die Kommunistische Partei Deutschlands (KPD) ein und engagierte sich gegen den aufkommenden Nationalsozialismus.
Mit seinem Kollegen Ernst Fiering und dessen Frau bildete er eine Widerstandszelle auf der Stülckenwerft, bei der er beschäftigt war. Nachdem diese Tätigkeit der Gestapo bekannt geworden war, kam er 1935 in Haft, wurde vom Hanseatischen Oberlandesgericht am 13. Juni 1935 wegen „Vorbereitung zum Landesverrat“ zu einer zweijährigen Freiheitsstrafe verurteilt und anschließend 1936 in das KZ Sachsenhausen verbracht. Im Jahre 1937 wurde er von dort entlassen.
Nach Kriegsbeginn schloss er sich der Bästlein-Jacob-Abshagen-Gruppe an, die Verfolgten beistand und ausländische Zwangsarbeiter unterstützte. Franz Reetz wurde Anlaufstelle für Untersuchungshäftlinge, denen der Staatsanwalt nach Bombenangriffen auf die Haftanstalt 1943 einen Hafturlaub gewährt hatte, die diesen jedoch zur Flucht in den Untergrund ausnutzten. Als die Gestapo davon erfuhr, wurde er im Dezember 1944 wiederum verhaftet, zusammen mit Fritz Bauke, Erna Behling, Ernst Engel, Ernst und Marie Fiering, Albert Immig, Sinaida Strelzowa, Frieda Wischnewski sowie Paul und Margit Zinke. Aus dem Polizeigefängnis Fuhlsbüttel wurde Reetz zusammen mit diesen Mitangeklagten in das KZ Neuengamme überstellt und dort ohne Gerichtsverfahren zusammen mit Ernst Fiering gehenkt.
Franz Reetz war verheiratet mit Anna Schulz und hatte mit ihr fünf Kinder.

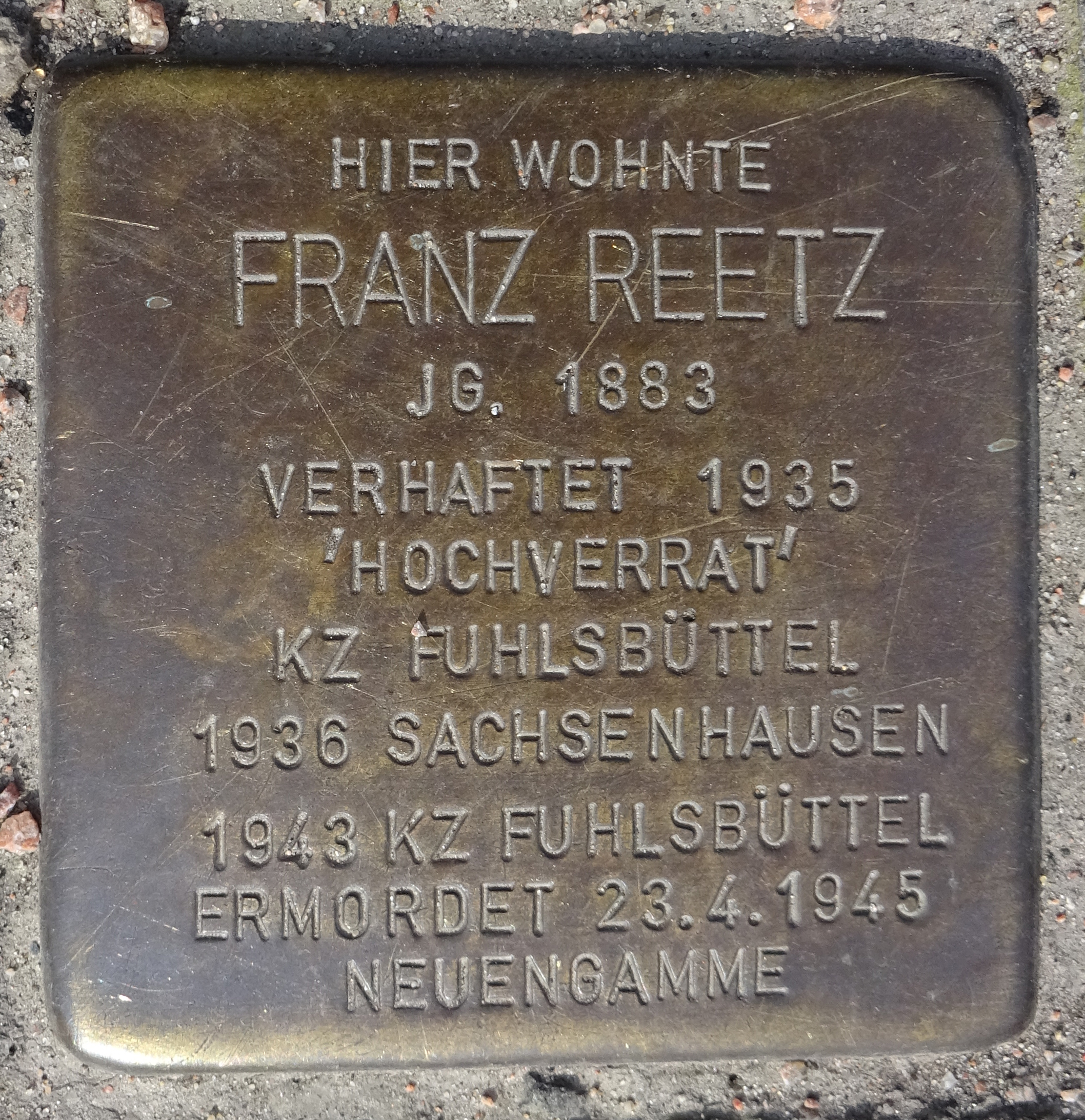
Stolperstein Franz Reetz

## Ehrung
Der Aktionskünstler Gunter Demnig verlegte an der letzten Wohnadresse von Franz Reetz am Vierländer Damm Ecke Lindleystraße (Hamburg-Mitte, Rothenburgsort) einen Stolperstein zu seiner Erinnerung.